# Lissac-sur-Couze
 Lissac-sur-Couze  là một xã thuộc tỉnh Corrèze trong vùng Nouvelle-Aquitaine miền trung Pháp.